# Mahnmal für die Opfer des Faschismus (Schytomyr)

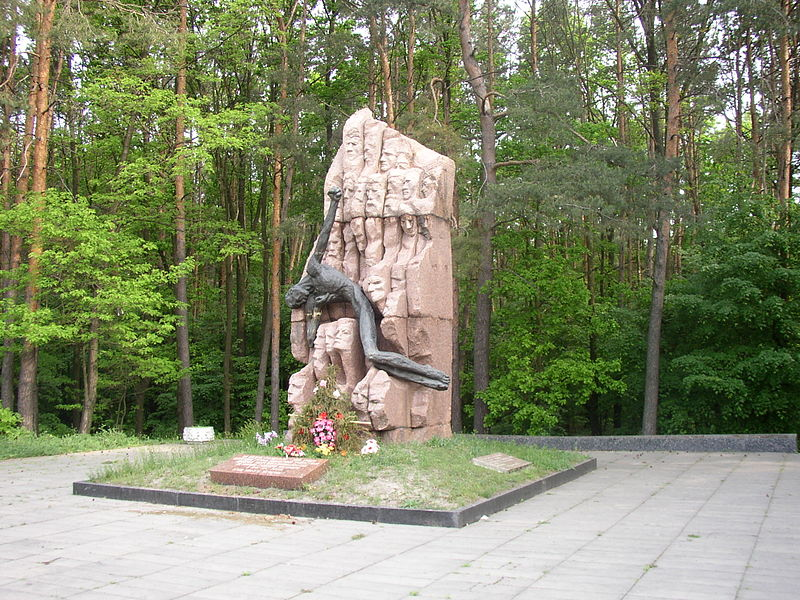
Mahnmal für die Opfer des Faschismus von Josef Tabachnyk in Schytomyr, Ukraine

Das Mahnmal für die Opfer des Faschismus, auch Mahnmal für die Opfer der Konzentrationslager oder Mahnmal für die Opfer des Faschismus im Bogunskiy-Wald genannt, wurde 1996 im Stadtteil Boguniya der Stadt Schytomyr in der Ukraine errichtet. 
Seine Schöpfer sind der Bildhauer Josef Tabachnyk und der Architekt Peter Biryuk. Das Denkmal ist den an diesem Ort hingerichteten friedlichen Bürgern und Kriegsgefangenen gewidmet (über 110.000 Menschen). Hier, am Rande von Schytomyr, befand sich von Januar 1941 bis November 1943 das Kriegsgefangenenlager der Wehrmacht „Stalag 358“.
Das Monument ist eine skulpturale Komposition aus Bronze und rosafarbigem Granit (Höhe 6,5 m). In der Mitte des Denkmals befindet sich eine körperlose, fast schwerelose Bronzefigur, vielmehr ein Geist des Menschen, welcher seine Materie bereits verloren hat und lediglich dessen Mut, Kraft, und Unbesiegbarkeit im Raum herumflattern. Aus den Steinschnitten schauen, sprechen, fragen und schreien die Gesichter derjenigen, die vor kurzem noch Menschen waren und nun zur Ewigkeit geworden sind.
Am Sockel des Denkmals befindet sich eine Granitplatte (1,5 × 0,65 m) mit der Aufschrift:

„Diese Erde, die viel Leiden gesehen hat, ist ein Zeuge der Grausamkeiten der faschistischen Vernichtungen von Zehntausenden   Kriegsgefangenen und friedlichen Bürgern von Schytomyr von 1941 bis 1943. In ewiger Erinnerung an die Verstorbenen.“

Im Jahr 2002 wurde dort eine Kapsel mit Überresten der Einwohner von Schytomyr vergraben, welche im KZ Majdanek zu Tode gequält wurden. Die Gravur darauf sagt:

„An diesem Ort wurden die Reste unserer in Hitlers KZ Majdanek zu Tode gequälten Landsmänner beerdigt. In ewiger Erinnerung.“

Rechts von der Komposition befindet sich eine Platte aus rosafarbenem Granit mit der Aufschrift „Bildhauer J. Tabachnyk und Architekt P. Biryuk“.